# Звёздочка моя ненаглядная
«Звёздочка моя ненаглядная» — российский художественный фильм 2000 года, снятый кинорежиссёром Сергеем Микаэляном.

## Сюжет
Надя и Антон были молоды, находились в отношениях. Антон принимал участие в чеченской войне, где теряет обе ноги. После травмы он решает забыть всё прошлое и отрекается от Нади.

## В ролях
| Актёр                         | Роль                |
| ----------------------------- | ------------------- |
| Мария Костина                 | Надя Виноградова    |
| Антон Баранов                 | Антон               |
| Галина Бокашевская            | Дина Петровна       |
| Валентин Букин                | Пётр Ульянович      |
| Святослав Суворов             | Гена                |
| Евгений Сидихин               | Вячеслав Николаевич |
| Екатерина Масленникова        |                     |
| Татьяна Андреева              |                     |
| Татьяна Башлакова             |                     |
| Ю. Баранов                    |                     |
| Всеволод Богомольный          |                     |
| Н. Ефимова                    |                     |
| В. Катищенков                 |                     |
| В. Нилов                      |                     |
| С. Петров                     |                     |
| Фёдор Селькин                 |                     |
| А. Семёнов                    |                     |
| Г. Семёнова                   |                     |
| Николай Устинов               | брачный агент       |
| Виктор Щербаков               |                     |
| Лариса Жорина                 |                     |
| Инесса Перелыгина-Владимирова | гость на свадьбе    |
| Андрей Саватеев               | охранник Гены       |

## Фестивали и награды
- 2000 — Приз Гильдии кинорежиссёров России на Международном правозащитном кинофестивале «Сталкер» в Москве
- 2000 — Приз зрительского жюри Открытого фестиваля кино СНГ и Балтии «Киношок» в Анапе
- 2000 — Приз 3-го Межгосударственного кинотелефестиваля стран СНГ «Правопорядок и общество»